# Scenedesmus
Scenedesmus са род неподвижни микроскопични колониални водорасли от клас Chlorophyceae.

## Видове
- Scenedesmus brasiliensis
- Scenedesmus quadricauda